# Léopold Niel
Pour les articles homonymes, voir Niel.
Léopold Gustave, comte Niel (Montpellier, 2 octobre 1846 – Paris VIIe, 27 juillet 1918), est un militaire français des XIXe et XXe siècles.
Homme à la personnalité discrète, fils du maréchal de France Adolphe Niel (1802-1869) et de son épouse Clémence  née Maillères (1822-1901), il mena une carrière d'officier.

## Biographie

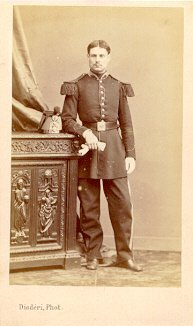
Niel en tenue de Saint-Cyrien de l'Empire, par Disdéri (1819–1889).

Né à Montpellier en 1846, il entre à l'École spéciale militaire de Saint-Cyr en 1865 (promotion de Vénitie), dont il « sortit bien placé » (82e sur 249). Nommé sous-lieutenant au 17e bataillon de chasseurs à pied en 1867, il entre, l'année suivante à l'École d'état-major (dont il sortit 17e sur 25).
Lieutenant en 1870, il passe alors dans la cavalerie, et se retrouve, en juin, stagiaire au 2e régiment de hussards. À la déclaration de guerre, il est nommé aide de camp du général de Ladmirault, et prit part à la campagne de Metz, aux batailles de Borny, Saint-Privat/Gravelotte. Cité à l'ordre du 4e corps d'armée pour « l'entrain et la bravoure montrés » lors de combats des 14, 16 et 18 août.
Fait prisonnier de guerre à Metz, il fut envoyé en captivité en Prusse. Libre dès la fin de la guerre, il revient en France en avril 1871. Son comportement au feu lui vaut aussi la croix de la Légion d'honneur et le brevet de capitaine, toujours comme aide de camp de Ladmirault avec lequel il prend part aux opérations contre la Commune de Paris (1871).
Après la guerre, il reprend ses stages d'état-major aux :
- 2e hussards (août 1871),
- 59e régiment d'infanterie de ligne (août 1872),
- 85e régiment d'infanterie de ligne (mars 1874),
- 18e régiment d'artillerie (septembre 1874).

Affecté au 6e régiment de chasseurs en 1875, il passe au 2e régiment de chasseurs en 1880 et choisit définitivement la cavalerie comme arme à la suppression du corps d'état-major.

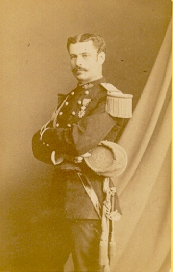
Provost (Paris) : Léopold Niel en grande tenue, modèle 1871.

Major au 5e régiment de hussards en 1882, il devient chef d'état-major de la 4e division de cavalerie en mars 1783, où il est nommé chef d'escadron en 1884. En 1887, il passe au 3e régiment de dragons, puis au 16e dragons en 1888.
Lieutenant-colonel du 3e dragons en mars 1889, il passe au 4e dragons en septembre.
Colonel du 10e régiment de chasseurs à  cheval  en 1892. En septembre 1897 il commande par intérim la brigade de cavalerie du 7e corps d'armée, puis en titre en octobre au moment de sa nomination au grade de général de brigade. Il est fait officier de la Légion d'honneur le 11 juillet 1896.
En 1898, il prend la tête de la 3e brigade de dragons (5e division de cavalerie).
Après avoir gravi les degrés de la hiérarchie, il acheva sa carrière comme général de brigade, nommé, en 1906 (il est commandeur de la Légion d'honneur la même année), au comité technique de la cavalerie, et mis en disponibilité en 1907.
Au début de 1914, il transforma son château d'Aufréry (Balma) en hôpital militaire et mourut à Paris en 1918 des suites d'un cancer de la vessie. Il fut inhumé à Muret comme ses parents et ses cousins, les Niel de Brioudes.

### Postérité
- Le comte Niel  épousa, le 18 juillet 1878 à Paris, Marie Marthe Eugénie Louise Clary (Paris IIe (ancien), 25 février 1857 - Nantes, 8 octobre 1887), fille du comte François Jean Clary (1814-1889, sénateur du Second Empire) et de Sidonie Talabot, filleule de l'empereur Napoléon III, dont il eut :
  - Adolphe Niel (1879-1966), 2e comte Niel, chef d'escadron et grand amateur d'art, marié en 1921 avec Victoire de Gasquet-James (1883-1962), sans enfant ;
  - Gaston François Niel (1880-1970), 3e comte Niel, chef d'escadron de cavalerie (Croix de Guerre 14-18), président de la Société d'encouragement pour l'amélioration des races de chevaux en France (1954-1965), président de la Fédération nationale des sociétés de courses, marié en 1909 avec Marie de Bryas (1887-1975), dont :
    - Jacques Niel (1909-2000), 4e comte Niel, célibataire[2], président d'honneur de la Société du patrimoine du muretain ;
    - Marthe Niel (1913-2005);

  - Jeanne Niel (1882-1940), célibataire ;
  - Paul Niel (1887-1960), héritier du château d'Aufréry, marié en 1930 avec Olga Alvares de Azevedo Macedo, dont postérité.

## Distinctions

### Titre
- 1er Comte romain et Niel (titré par le pape Pie IX, le 25 avril 1877)[1].

### Décorations
- Légion d'honneur[3] :
  - Chevalier (24 juin 1871), puis,
  - Officier (11 juillet 1896), puis,
  - Commandeur de la Légion d'honneur (1906).

## Armoiries
| Image | Blasonnement |
| ----- | --- |
|       | Armes de la famille Niel D'azur, à un L d'or, surmonté d'un nid renfermant trois oiseaux d'argent. Armes parlantes (Nid+L = Niel.). |